# Daube (Gericht)

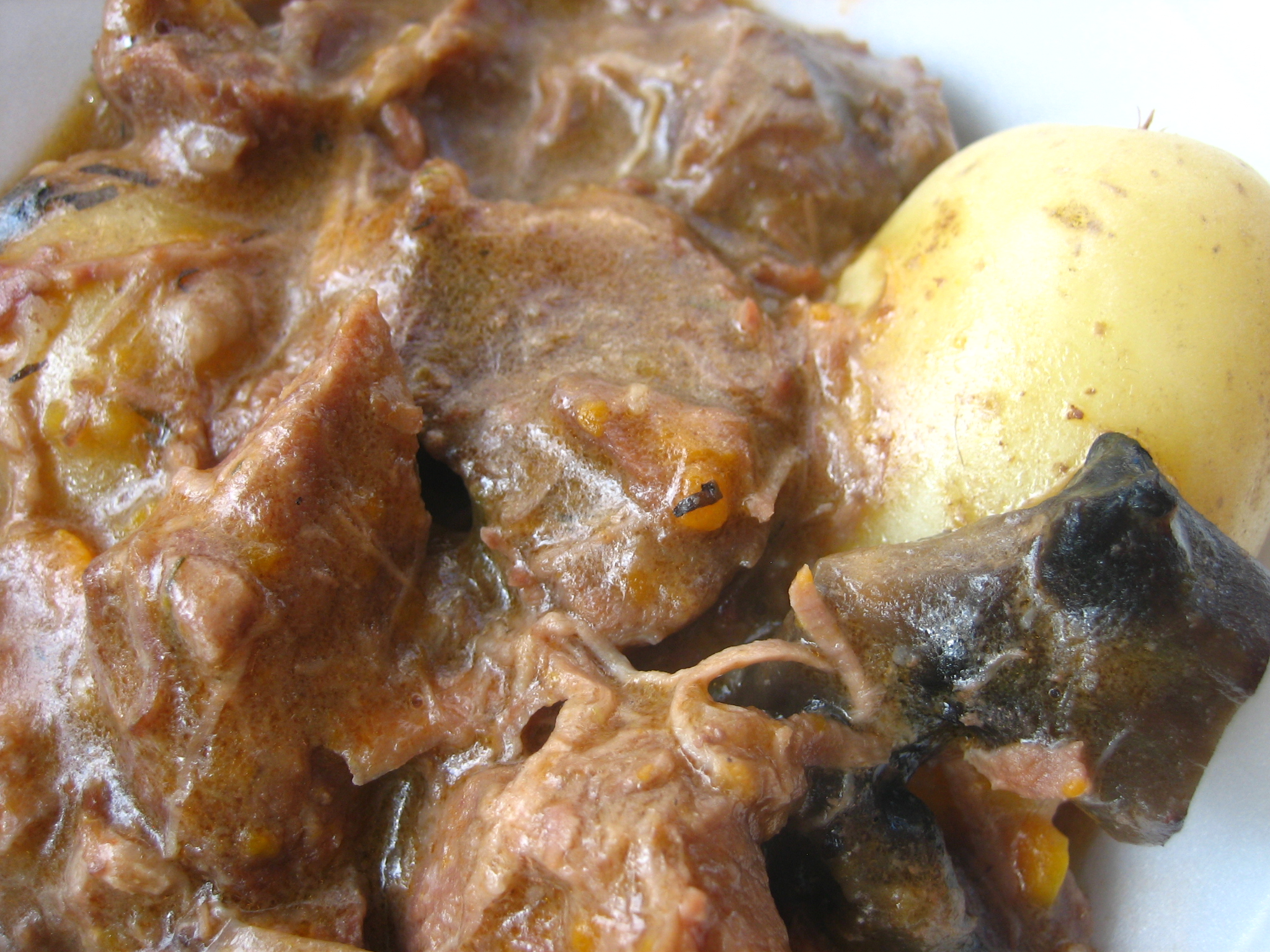
Daube aus Rindfleisch

Eine Daube (vom heute ungebräuchlichen französischen Verb „dauber“ abgeleitet, deutsch: „schmoren“), auch Daube provençale oder auf Okzitanisch adòba genannt, bezeichnet eine bestimmte Art von Ragout, die typisch für den Süden Frankreichs ist, aber auch verwandte Zubereitungen in anderen Regionen des Landes kennt. Basis ist oft Wildbret, meist Wildschwein. Es kann jedoch auch Rind, Lamm, Hammel oder Schwein verwendet werden. Daube wird wie eine Suppe gegessen. Ein einfaches Stück Brot wird dazu gereicht.

## Geschichte
Ursprünglich wurde morgens der Schmortopf, die daubière, mit allen erforderlichen Zutaten gefüllt und auf den Ofen oder ins Backrohr gestellt. Bei geringer Hitze garte das Fleisch sechs, acht oder sogar zehn Stunden, je nachdem, wie lange der Arbeitstag war. Zum Abend war das Essen fertig. Einzige Voraussetzung war, dass im Laufe des Tages immer wieder ein wenig Flüssigkeit angegossen wurde. Verwendet wurden stets ortsübliche Weine, weshalb sich die Geschmacksrichtung der Daube bis heute von Gegend zu Gegend unterscheidet. Auch regionale und saisonale Vorlieben bei der Wahl des Fleisches variieren das Grundrezept. Daube hat sich als wohlschmeckendes Gericht bis heute erhalten und ist ein beliebtes Sonntagsessen.

## Zubereitung
Im Normalfall nimmt man 1,5 kg Fleisch für sechs bis acht Personen. Von der Region abhängig ist die Wahl der Fleischsorte. So wird in den Cevennen und der Provence meist Rindfleisch verwendet, in Avignon hingegen Lamm oder Hammel bevorzugt; Rinderoberschale bzw. Lamm- oder Hammelschulter oder -keule eignen sich am besten. In der Jagdsaison ist Wildschwein beliebt.
Das Fleisch wird meist in etwa 4 cm große Würfel geschnitten. Traditionell wurde es in den tönernen Schmortopf auf Speckscheiben gebettet, dazu kommt Gemüse, d. h. immer Zwiebeln und reichlich Knoblauch, beliebt sind auch Karotten, etwas Sellerie und manchmal sogar Weißkohl oder Kartoffeln. Letztere werden wegen der kürzeren Garzeit erst später hinzugefügt. Als Schmorflüssigkeit dient immer Wein, meist Rotwein, manchmal Weißwein (Daube avignonnaise), in der Regel jedoch der Wein, der üblicherweise auch als Tafelwein dient. Gewürzt wird außer mit Salz und schwarzem Pfeffer wahlweise mit etwas Thymian und Lorbeer oder mit Kräutern der Provence, Nelke oder – eher in der Provence als im Languedoc – mit Orangenschale. Anschließend wird der Schmortopf gut verschlossen und das Gericht auf kleinster Flamme, am besten im Ofen, gegart. Hin und wieder muss Wein nachgegossen werden, das Fleisch soll stets mit Flüssigkeit bedeckt sein. Es kann im Laufe der Garzeit statt Wein auch etwas Fleischbrühe angegossen werden. Auch das Hinzufügen eines Gläschens Branntwein (Cognac, Armagnac o. ä.) ist üblich. Am Ende der Garzeit können, so in der Provence häufig, (schwarze) Oliven und etwas zerdrückter Knoblauch in die Schmorflüssigkeit gegeben und gehackte Petersilie über das Gericht gestreut werden. Wenn nötig, kann noch mit Salz, schwarzem Pfeffer, einem Spritzer Zitronensaft und einer Prise Zucker abgeschmeckt werden.
Eine etwas andere Zubereitung ist das Garen derselben Zutaten auf dem Herd. Dazu wird das Fleisch zunächst in Öl oder Schmalz angebraten. Die Wahl des Bratfetts hängt von lokalen Vorlieben ab. (Nicht überall in Südfrankreich ist der Anbau von Oliven üblich; Olivenöl ist in diesen Gegenden nicht das traditionelle Bratfett.) Um die Garzeit zu verkürzen, wird in der modernen Küche oft der Schnellkochtopf verwendet.
Mit der oben beschriebenen Daube verwandte Gerichte sind die daube gardiane aus der Camargue (mit Stierfleisch), die Estouffade de boeuf, auch stufatu genannt, aus Korsika (in der am Ende der Garzeit Maccheroni mitgeschmort werden), aber auch als Daube bezeichnete Gerichte anderer, weiter nördlich gelegener Regionen (etwa die daube charentaise, bei deren Zubereitung das Fleisch als ganzes Stück in Weißwein geschmort wird).
Allen Zubereitungsarten gemein ist, dass die Schmorflüssigkeit am Ende der Garzeit kaum eingekocht und nie mit Stärke (Mehl, Speisestärke etc.) gebunden wird, was in nördlichen Schmorgerichten öfters vorkommt (Bœuf bourguignon, carbonnade flamande etc.). Früher war es auch üblich, die Schmorflüssigkeit einer mit Wildbret zubereiteten Daube mit schlachtfrischem Hasen- oder Kaninchenblut zu binden, d. h. am Ende der Garzeit das Blut mit einigen Esslöffeln Essig in die Schmorflüssigkeit zu rühren und diese vorsichtig aufkochen zu lassen, bis eine sämige Sauce entstand.